# Страна обетованная
«Земля обетованная» (англ. Promised Land) — драма режиссёра Гаса Ван Сента, снятая в 2012 году по сценарию Мэтта Деймона и Джона Красински, основанному на одноимённом романе Дейва Эггерса. Действие картины разворачивается вокруг двух корпоративных продавцов, пытающихся купить согласие на бурение газовых скважин у жителей небольшого американского городка. Международная премьера фильма состоялась в феврале 2013 года на 63-м Берлинском международном кинофестивале.

## Сюжет
Стив Батлер (Мэтт Дэймон) — успешный агент компании Global Solutions Crosspower, являющейся крупным игроком на энергетическом рынке Америки. Компания специализируется на добыче природного газа методом гидравлического разрыва пласта. У Батлера хороший послужной список, он умеет быстро и дёшево убедить владельцев земли подписать права аренды на ископаемые, что позволяет компании начинать процесс бурения. Вместе с напарницей Сью Томасон (Фрэнсис Макдорманд) Батлер отправляется в экономически неблагополучный городок в Пенсильвании с целью добиться согласия местных жителей на бурение.
Батлер является выходцем из такого же небольшого городка в Айове, его жизнь была похожа на жизнь тех людей, которых он должен уговорить подписать договора в пользу Global. Он рассказывает о том, что его город «умер», после того как был закрыт находящийся неподалёку завод Caterpillar, и предложение городу — это его последний шанс.
На собрании жителей города мнения разделяются. Принимается решение о проведении голосования. Поначалу общее настроение жителей склоняется в пользу предложения Global, но учитель местной школы, который до этого был успешным инженером и работал в компании Boeing, заявляет, что бурение газа негативно скажется на экологии и погубит фермерский бизнес. Позже в городе появляется независимый эколог Дастин Нобл (Джон Красински); он утверждает, что его ферма погибла в результате подобного бурения. В городе начинается кампания против Global (растяжки, флаеры, плакаты). Кажется, что ситуация выходит из-под контроля представителей Global.
Немногим позже Батлер получает пакет от работодателя, в котором помимо прочего находится увеличенная копия картинки с плакатов эколога, где за погибшим скотом вдалеке виден маяк, что противоречит легенде эколога, который заверял весь город в том, что он приехал из Небраски (а в Небраске моря нет). Таким образом, вся его экологическая кампания, получается, была построена на лжи.
О нечистоплотности эколога Батлер информирует мэра города и местных жителей, пытаясь вернуть их расположение. Вечером, возвращаясь в отель, он встречает Нобла, который рассказывает ему, что и он, и выдуманная экологическая организация «Афина», на которую он работает, придуманы Global и являются частью плана по достижению общей с Батлером цели. На прощание он желает Батлеру удачи и уезжает.
На следующий день на собрании жителей, когда вопрос в пользу Global практически решён, Батлер рассказывает людям правду. После собрания напарница сообщает ему, что ей поступил звонок из офиса: он уволен.

## В ролях
| Актёр              | Роль          |
| ------------------ | ------------- |
| Мэтт Деймон        | Стив          |
| Джон Красински     | эколог Дастин |
| Фрэнсис Макдорманд | Сью           |
| Розмари Деуитт     | Элис          |
| Скут Макнейри      | Джеф          |
| Титус Уэлливер     | Роб           |
| Терри Кинни        | Дэвид         |
| Хэл Холбрук        | Фрэнк         |

## Производство
Изначально идея создания фильма по роману Дейва Эггерса пришла Джону Красински, который позже привлёк к написанию сценария Мэтта Дэймона. В 2011 году было принято решение о съёмках фильма, в качестве режиссёра и директора картины должен был выступить Мэтт Дэймон, что стало бы его дебютом на этом поприще. Производством картины должна была заниматься компания Warner Bros. Однако в 2012 году Дэймон, оставаясь директором картины, пригласил в качестве режиссёра Гаса Ван Сента, с которым он сотрудничал в 1997 году на съёмках фильма «Умница Уилл Хантинг», также было принято решение прекратить сотрудничество с компанией Warner Bros. Съёмки картины начались в апреле 2012 года в Пенсильвании. Бюджет составил 15 млн долларов, из которых 4 млн долларов были привлечены в качестве налогового кредита, так как съёмки обеспечивали рабочие места и доходы Пенсильвании. Большая часть фильма была отснята в нескольких небольших городках Пенсильвании, а около 20 % картины — в Питтсбурге. Композитором фильма выступил Дэнни Эльфман.

## Мнения энергетической отрасли США
Фильм подвергся резкой критике со стороны представителей энергетической отрасли США как дающий, по их мнению, неверное представление о добыче газа методом ГРП. Представители газодобывающих компаний в апреле 2012 года объявили о съёмках фильма «FrackNation», который, с их точки зрения, должен был дать объективную оценку рисков, которые могут возникнуть при добыче газа методом ГРП, в 2013 году фильм был показан и вызвал неоднозначные оценки зрителей, подвергшись широкой критике в социальных сетях. В штате Пенсильвания энергетическая компания Marcellus Shale Coalition выкупила у 75 % кинотеатров, транслировавших фильм «Страна обетованная», 16 секунд времени перед показом фильма, в течение которых транслировалось объявление о безопасности добычи газа посредством ГРП.

## Мнения критиков
На Западе фильм получил в целом положительные отзывы. Газета The Los Angeles Times отметила, что при всей неоднозначности фильм свой полный потенциал не раскрыл. Киносайт Rotten Tomatoes поставил фильму среднюю оценку 5,8 из 10 на основании 130 отзывов. Журнал New York Times отозвался о фильме положительно, отметив, что «характер актеров первичен по отношению к основному повествованию ленты». Российский журнал Афиша дал положительную оценку фильму, в котором: «Много смешного (например, унаследованные от дедушки ботинки Мэтта Деймона), много шероховатостей, есть ощущение небольшого конфликта между режиссёром и сценаристами (Ван Сенту интересен герой, Деймону с Красински — история), но в целом совершенно очаровательно».

## Награды и номинации
| Год  | Событие                             | Номинация                   | Награждённый | Итог      |
| ---- | ----------------------------------- | --------------------------- | ------------ | --------- |
| 2012 | Национальный совет кинокритиков США | Лучший фильм                |              | Победа    |
| 2012 | Национальный совет кинокритиков США | Специальная награда         |              | Победа    |
| 2013 | Берлинский кинофестиваль            | Золотой медведь             | Гас Ван Сент | Номинация |
| 2013 | Премия Молодой актёр                | Лучшее выступление          | Лекси Кован  | Номинация |
| 2013 | Environmental Media Awards          | Актер фильма который выйдет | Мэтт Деймон  | Победа    |
| 2013 | Environmental Media Awards          | Фильм который выйдет        |              | Победа    |